# Sporting Club Red Star Strasbourg
Pour les articles homonymes, voir SC Red Star Strasbourg (homonymie).
Le Sporting Club Red Star Strasbourg est un club de football alsacien basé à Strasbourg. Après avoir connu une grande période sportivement féconde dans les années 1920, le club ne parvient pas à maintenir son niveau après la guerre et évolue actuellement en Division 2 Départementale du Bas-Rhin.

## Historique
Le club a été fondé en 1900 sous l'appellation FC Frankonia 1900 Straßburg, alors que la région était sous autorité allemande. Quand l'Alsace redevint française, il prit le nom de Sport-Club Red-Star Straßbourg. 
En 1921-1922, le club termine deuxième de DH Alsace, ainsi qu'en 1923-1924. Le 11 janvier 1925, le club atteint les seizièmes de finale de la Coupe de France de football 1924-1925. La même année, il termine champion du Groupe A de Division d'Honneur, et deuxième de la poule finale, derrière le FC Bischwiller.

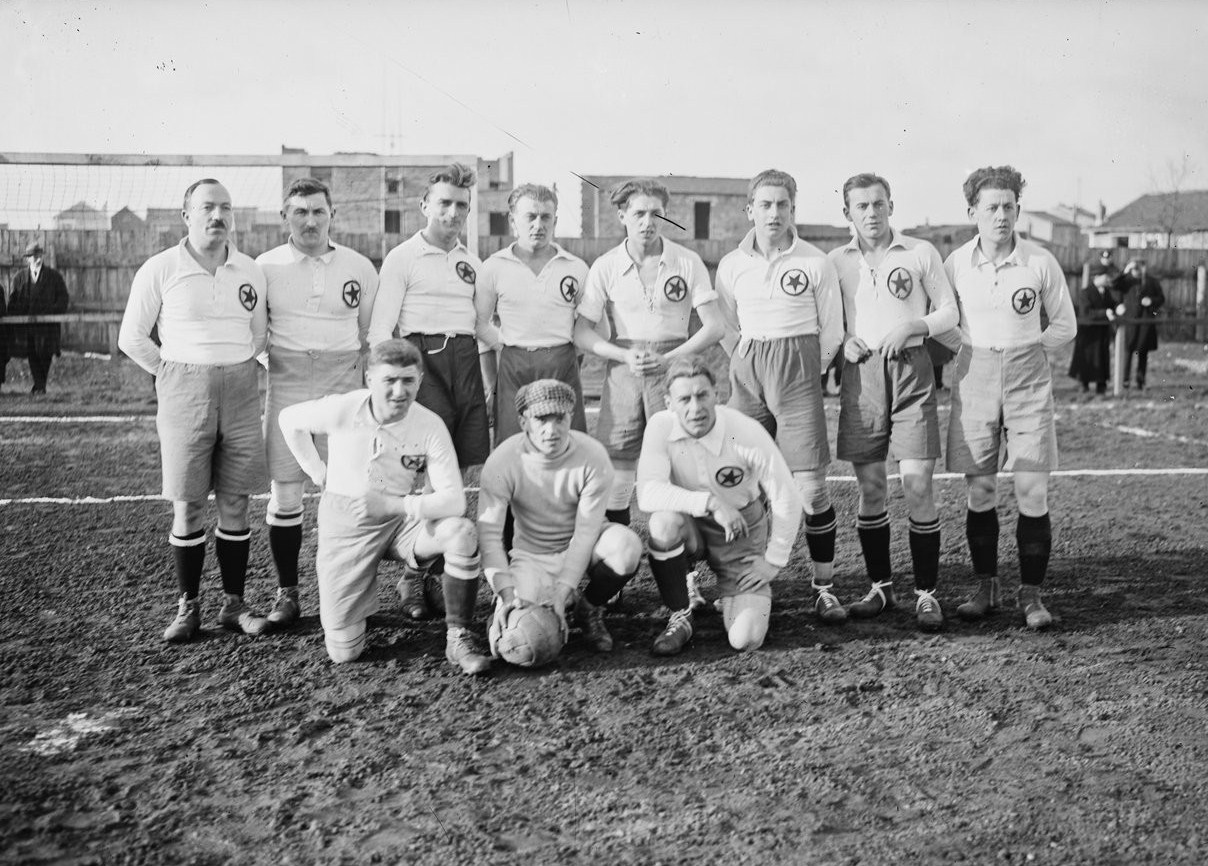
Équipe du Red Star Strasbourg avant un match à rejouer des 16e de finale de la Coupe de France 1922-1923 contre le Football Étoile Club de Levallois.

Déjà en 1928-1929 et 1929-1930, le club commence à s'essouffler et termine deux fois de suite sixième sur huit en Division d'Honneur. 
En 1932, une fusion entre le Racing Club de Strasbourg et le Red Star de Strasbourg est évoquée un temps afin de constituer un grand club professionnel dans la capitale alsacienne, mais l'idée est rapidement abandonnée. Un an plus tard, c'est le Racing et non le Red Star qui passe au professionnalisme dans la capitale alsacienne.
Pendant la deuxième guerre mondiale, les Nazis récupèrent le Red Star Strasbourg et en font un grand club censé représenter les SS, par opposition au Racing Club de Strasbourg, qui représentait le nationalisme français-alsacien, en particulier à cause de sa couleur bleue. Néanmoins, les joueurs n'adhèrent pas tous aux valeurs nationales socialistes, et le club ne remporte qu'un titre en Gauliga. De plus, aucun des derbies de Strasbourg n'a été remporté par le Red Star, alors renommé SG SS Strassburg.
Après la guerre, le club réalise quelques parcours intéressants en Division d'Honneur, mais ne parvient pas à décrocher le titre. Dans les années 1950-1960, le club disparaît de plus en plus souvent dans les profondeurs du championnat. De nos jours, l'équipe première joue en première Division Départementale A Groupe D, soit au dixième niveau national.
La saison 2009-2010 semble marquer le renouveau du club. Sous la houlette de Jamel Sekli, le club termine champion de D3 et redore l'image écornée du club (3e au classement du fair-play en Alsace, 0 carton rouge). Toutefois, en 2012-2013, le club, retombé en D3, pointe à la dernière place de la poule C, sans aucune victoire au compteur.

## Palmarès
- Champion Gauliga Elsaß: 1942
- Vice-champion DH Alsace: 1922, 1924
- Champion D3 Départementale: 2010

## Joueurs emblématiques
- Grégoire Berg (1 sélection en équipe de France en 1922)
- Ernest Gross (Équipe de France aux Jeux Olympiques de 1924)
- Rémy Vogel (1 sélection en équipe de France en 1987), formé au club[réf. nécessaire]

## Navigation